# Mariana Pérez Roldán
Mariana Pérez Roldán (Tandil, 7 novembre 1967) è un'ex tennista argentina. Suo fratello è Guillermo Pérez Roldán, anch'egli ex tennista.

## Carriera
In carriera ha raggiunto una finale nel singolare, al WTA Austrian Open nel 1986. Nei tornei del Grande Slam ha ottenuto il suo miglior risultato raggiungendo i quarti di finale di doppio misto all'Open di Francia nel 1986, in coppia con l'ecuadoriano Raúl Viver.

## Statistiche

### Singolare

#### Finali perse (1)
| Numero | Anno           | Torneo                     | Superficie  | Avversaria in finale | Punteggio |
| 1.     | 20 luglio 1986 | WTA Austrian Open, Bregenz | Terra rossa | Sandra Cecchini      | 4-6, 0-6  |